# Jurij Czesnokow (siatkarz)
Jurij Borisowicz Czesnokow (ros. Юрий Борисович Чесноков, ur. 22 stycznia 1933 w Moskwie, zm. 29 maja 2010 tamże) – radziecki siatkarz, reprezentant kraju, trener. Zasłużony Mistrz Sportu ZSRR (1960), Zasłużony Trener (1975), członek Volleyball Hall of Fame (2000).

## Kariera zawodnicza
Jurij Czesnokow karierę rozpoczął w 1953 roku w CSKA Moskwa i występował w nim do końca kariery w 1966 roku. Zdobył z tym klubem siedmiokrotnie mistrzostwo ZSRR (1954, 1955, 1958, 1960, 1961, 1962, 1965, 1966 oraz 1963 z drużyną Moskwy), dwukrotnie Puchar Europy (1960, 1962).
W reprezentacji ZSRR grał w latach 1955–1964. Z reprezentacją zdobył dwukrotne mistrzostwo świata (1960, 1962), brązowy medal mistrzostw Europy (1963) oraz mistrzostwo olimpijskie podczas turnieju Tokio 1964.

## Kariera trenerska
Jurij Czesnokow po zakończeniu kariery zawodniczej został trenerem. W latach 1969–1976 oraz 1985–1987 był trenerem CSKA Moskwa, która pod jego kierunkiem dominowała na arenie krajowej i międzynarodowej. Zdobył z nią dziewięciokrotne mistrzostwo ZSRR (1970, 1971, 1972, 1973, 1974, 1975, 1976, 1986, 1987) oraz pięciokrotnie Puchar Europy (1973, 1974, 1975, 1986, 1987).
W latach 1970–1976 był selekcjonerem reprezentacji ZSRR. Reprezentacja pod jego kierunkiem dwukrotnie była mistrzem Europy (1971, 1975), wicemistrzem świata (1974) oraz dwukrotnym medalistą olimpijskim: brąz na Monachium 1972 oraz srebro Montreal 1976, gdzie jego drużyna przegrała w finale z reprezentacją Polski prowadzoną przez Huberta Wagnera. Po tym turnieju Czesnokow zrezygnował ze stanowiska. W latach 1976–1983 był trenerem wojskowej reprezentacji ZSRR, a w latach 1983–1984 trenował kobiecą drużynę CSKA Moskwa (Puchar ZSRR w 1984 roku).

## Działacz
Czesnokow ukończył w 1958 roku studia z wyróżnieniem na Akademii Inżynierii Wojskowej w Moskwie na Wydziale Wychowania Fizycznego i Sportu. W latach 1965–1968 pracował na tej uczelni jako pracownik naukowy. W latach 1976–2008 był członkiem Komitetu Wykonawczego FIVB, a w latach 1976–1992, 1994–1998, 2002–2008 wiceprzewodniczącym FIVB oraz w latach 1996–1999 wiceprzewodniczącym Rosyjskiego Związku Piłki Siatkowej, a w ostatnich latach życia był przewodniczącym komisji trenerskiej tego związku. Od 1968 był członkiem KPZR.

## Największe sukcesy

### Zawodnicze
- Igrzyska Olimpijskie:
  -  1964 (z ZSRR)
- Mistrzostwa Świata:
  -  1960 (z ZSRR)
  -  1962 (z ZSRR)
- Mistrzostwa Europy:
  -  1963 (z ZSRR)
- Mistrzostwa ZSRR:
  -  1954, 1955, 1958, 1960, 1961, 1962, 1965, 1966 (z CSKA Moskwa), 1963 (z Moskwą)
  -  1956, 1959 (z Moskwą), 1957 (z CSKA Moskwa)
- Puchar Europy:
  -  1960, 1962 (z CSKA Moskwa)
  -  1961 (z CSKA Moskwa)

### Trenerskie
- Igrzyska Olimpijskie:
  -  1976 (z ZSRR)
  -  1972 (z ZSRR)
- Mistrzostwa Świata:
  -  1974 (z ZSRR)
- Mistrzostwa Europy:
  -  1971, 1975 (z ZSRR)
- Mistrzostwa ZSRR:
  -  1970, 1971, 1972, 1973, 1974, 1975, 1976, 1986, 1987 (z CSKA Moskwa)
- Puchar ZSRR:
  -  1984 (z CSKA Moskwa kobiet)
- Puchar Europy:
  -  1973, 1974, 1975, 1986, 1987 (z CSKA Moskwa)

## Odznaczenia
Jurij Czesnokow za swoje dokonania został odznaczony orderem „Znaku Honoru” i orderem Przyjaźni Narodów oraz wyróżniony tytułami Zasłużony Mistrz Sportu ZSRR w 1960 i Zasłużony trener ZSRR w 1975. W 2000 został uhonorowany członkostwem w galerii sław piłki siatkowej – Volleyball Hall of Fame.

## Życie prywatne
Ojcem Czesnokowa był piłkarz, dziennikarz sportowy Borys Czesnokow (1891–1979), a żoną była siatkarka Galina Czesnokowa (ur. 1934). Zmarł 29 maja 2010 roku w Moskwie w wieku 77 lat, gdzie został również pochowany na Cmentarzu Dońskim.